# Bandrehalli, Chiknayakanhalli
Bandrehalli là một làng thuộc tehsil Chiknayakanhalli, huyện Tumkur, bang Karnataka, Ấn Độ.